# 라민 가사마
라민 가사마(프랑스어: Lamine Gassama, 1989년 10월 20일 ~ )는 스위스 클럽 로잔우시와 세네갈 국가대표팀에서 라이트백으로 뛰고 있는 세네갈의 프로 축구 선수이다.

## 구단 경력

### 리옹
2008-09 시즌이 시작되기 전, 가사마는 리옹의 프리시즌 투어에 참가하는 1군 선수단으로 승격되었다. 그는 님 올랭피크 전, 라피드 부쿠레슈티 전, AS 낭시 전을 포함한 5경기에 모두 출전했다. 2008년 9월 2일, 리옹은 가사마가 2011년까지 자신을 챔피언으로 유지하는 프로 계약을 맺었다고 발표했다. 그는 2008년 10월 29일, 소쇼 전에서 라이트백에서 시작하여 프로 축구 데뷔 전을 치렀다. 이 경기는 가사마가 90분 풀타임을 뛰면서 2-0 승리로 이어졌다.
가사마는 7번의 리그 경기에 출전하였고, 리옹이 바이에른 뮌헨과의 UEFA 챔피언스리그 조별 리그 최종전에서 데뷔 전을 치렀는데, 그의 주된 임무는 동료 프랑스인과 경험이 풍부한 프랑크 리베리를 포함하는 것이었다. 이 경기는 결국 의심할 여지 없이 리베리에게 유리했는데, 리옹은 2-3으로 패하였고, 프랑스의 부적은 바이에른의 두 골에 연루되었고, 가사마는 64분에 교체 아웃되었다.

### 로리앙
2012년 1월 26일, 올랭피크 리옹이 계약을 연장하지 않기로 결정한 후, 가사마는 자유이적으로 로리앙에 입단했다.

## 국가대표팀 경력
가사마는 프랑스 청소년 국가대표팀 경기에 출전하지 않았다. 하지만, 리옹에서의 활약으로 인해, 그는 덴마크와의 친선 경기를 위해 2009년 UEFA U-21 축구 선수권 대회에서 탈락한 후 새로운 출발을 기대하고 있던 U-21 국가대표팀에 깜짝 소집되었다. 그는 82분에 교체되기 전까지 라이트백 위치에서 경기를 시작하며 U-21 데뷔 전을 치렀다. 프랑스는 이 경기에서 1-0으로 승리할 것이다.
2011년 5월, 가사마가 세네갈 국가대표팀으로 선임될 것으로 확인되었다. 그는 2011년 8월 10일, 모로코와의 친선 경기에서 데뷔 전을 치렀다.
2018년 5월, 그는 러시아의 2018년 FIFA 월드컵에 참가할 세네갈의 23인 선수단에 이름을 올렸다.